# Bracia (Plaut)
Bracia (łac.ː Menaechmi) – komedia Plauta z rodzaju komedii pomyłek, oparta na nieporozumieniach związanych z podobieństwem braci bliźniaków.

## Data powstania utworu
Opierając się na tym, że Plaut w w. 408 wymienia władców sycylijskichː Agatoklesa, Fintiasa i Liparona, który umierając przekazał tron Hieronowi, część badaczy uważa, że utwór powstał przed śmiercią Hierona około 215 roku przed Chr. Przeciwnicy tej hipotezy twierdzą, opierając się, na tym, że imiona Fintiasa i Liparona są zmyślone, że tekst wspomina Agatoklesa (zm. 289) na początku panowania Hierona, ok. 270 roku, co wskazuje jedynie na to, kiedy mógł powstać grecki pierwowzór utworu Plauta.
Łaciński tytuł utworu pochodzi od imion głównych bohaterów.

## Osoby
| Osoba        | Jej rola w dramacie                 |
| ------------ | ----------------------------------- |
| Pomyślność   | bogini                              |
| Penikulus    | pasożyt Menechma I                  |
| Menechmus I  | brat-bliźniak                       |
| Menechmus II | brat-bliźniak                       |
| Erotium      | hetera                              |
| Cylindrus    | kucharz                             |
| Messenio     | niewolnik Menechma II               |
| Pokojówka    | hetery Erotium                      |
| Żona         | Menechma I                          |
| Teść         | Menechma I                          |
| Lekarz       |                                     |
| Decjo        | chłopiec na posyłki w domu Menechma |

## Czas i miejsce akcji
Akcja komedii rozgrywa się w Epidamnus w III wieku przed Chr.

## Treść
Menechmowie, a właściwie Menechmus i Sosikles są braćmi bogatego kupca z Syrakuz. Podczas podróży z ojcem do Tarentu Menechmus zagubił się w tłumie podczas igrzysk. Ojciec ze zgryzoty niedługo potem zmarł, a dziadek na pamiątkę zaginionego brata nazwał Sosiklesa Menechmem. Menechmus I żyje jednak. Chłopcem zaopiekował się bezdzietny kupiec z Epidamnus i zabrał go ze sobą, zaadoptował, a przed śmiercią uczynił głównym spadkobiercą. Menechmus I żyje dostatnio, ożenił się i kocha się w mieszkającej po sąsiedzku heterze Erotium. Jego brat, Menechmus II, podróżuje po całym świecie szukając brata, aż w końcu przybywa do Epidamnus.
Akcja komedii rozpoczyna się w chwili, gdy Menechmus I, zirytowany napaściami żony, zabiera jedną z jej sukien i udaje się do Erotium. Daruje jej suknię i poleca przyrządzić ucztę. Sam udaje się na miasto, by załatwić sprawy na rynku. Erotium wysyła swego kucharza, Cylindrusa po sprawunki. Ten wracając spotyka przed domem Menechma II i jest skonfundowany, jako że wieczerza jeszcze nie jest gotowa. Menechmus nic z tego nie rozumie, a że Cylindrus opowiada mu o jego żonie, przyjaciółce, bierze go za wariata. Cylindrus nie lepiej sądzi o Menechmie. Menechmus II zaczyna podejrzewać, podobnie jak jego niewolnik Messenio, że znaleźli się w mieście oszustów i czarowników. W chwilę potem z domu wychodzi Erotium i zaprasza go na ucztę. Zapewnienie Menechma II, że jej nie zna bierze za żart. Postanawia on więc pójść na ucztę i udawać jej znajomego. Odbiera nawet od niej suknię, którą Erotium chciałaby upiększyć.
Penikulus, pasożyt Menechma I, widząc Menecham II wychodzącego od Erotium, dochodzi do wniosku, że jego pan ucztował bez niego i postanawia donieść żonie Menechma I o stosunkach jej męża z Erotium. Wreszcie Menechmus I wraca z miast. Żona robi mu ostre wyrzuty, a on nie przyznaje się ani do tego, że zabrał jej suknię, ani że ucztował u Erotium. Żona wyrzuca go z domu, zapowiadając, by nie wracał bez sukni. Sama zaś udaje się do Erotium, by odzyskać swą własność. Hetera odpowiada, że przed chwilą dała suknię jej mężowi, żona temu zaprzecza, w konsekwencji Erotium również zabrania Menechmowi I wstępu do swego domu. W te sposób zostaje on bez dachu nad głową. Tymczasem żona Menechma I spotyka Menechma II z jej suknią w ręku. Ten jednak twierdzi, że jej nie zna. Zaprzecza również, żeby znał jej ojca, który wkrótce potem się zjawia. Ojciec i córka zaczynają uważać go za obłąkanego, żeby się więc od niego odczepili, zaczyna rzeczywiście udawać szalonego.
Ojciec udaje się po lekarza. Menechmus II ucieka. Kiedy więc lekarz nadchodzi spotyka Menechma I, który nie umie się dostać ani do swojego domu, ani do domu Erotium. Lekarz przepisuje mu dwudziestodniową kurację i zaleca zabrać do siebie. Z przykrej sytuacji wybawia Menechma I, powracający z miasta Messenio, który bierze go za swego pana. Dzięki niewolnikowi obydwaj Menechmowie spotykają się i rozpoznają w sobie braci. Menechmus II z radości wyzwala Messenia za wierną służbę, a Menechmus II postanawia sprzedać cały swój majątek i wyjechać z bratem do Syrakuz.

## Pierwowzór grecki
Grecki pierwowzór komedii Plauta nie jest znany. Część badaczy, opierając się na wierszach 11 i 12 Prologuː Otóż treść tej komedii wprawdzie "grecyzuje" / lecz nie "attycyzuje", – ba "sycylizuje", wskazuje, że wzorem dla Plauta mogła być któraś z komedii sycylijskiego komediopisarza Epichrama. Według przeciwników tej hipotezy słowa te wskazują, jedynie na to, że treść sztuki związana jest z Sycylią. Zwrócono również uwagę, że motyw sobowtórów występuje u siedmiu twórców greckiej komedii nowejː Antifanesa, Anaksandridesa,  Aleksisa, Ksenarcha, Aristofona, Eufrona i Menandra. Nie sposób jednak wykazać, że któraś ze sztuk tych autorów mogła być pierwowzorem Plauta. Jeszcze inni badacze zwrócili uwagę na występującą w komedii postać kucharza Cylindrusa w związku z uwagą uczynioną przez Atenajosa, że w całej komedii nie ma kucharzy-niewolników, oprócz u jednego tylko Posejdippa. Na tej podstawie wnioskują, że pierwowzorem Braci mogła być jakaś sztuka Posejdippa. Zdaniem ich oponentów, wydaje się nieprawdopodobne, aby w całej komedii nowej jeden tylko Posejdippos wprowadził postać kucharza-niewolnika. Obecnie najczęściej przyjmuje się, że Bracia nie mieli greckiego pierwowzoru, lecz, że kontynuują tradycję rzymskiej, improwizowanej komedii ludowej.

## Charakterystyka postaci
Podobieństwo fizyczne Menechów, które jest w komedii źródłem wielu nieporozumień, nie rozciąga się na sferę charakterów. Menechmus I jest niewiernym mężem, kłóci się z żoną i wyrzuca jej, że ciągle go śledzi, kradnie jej najpiękniejszą szatę, by ofiarować ją kochance. Menechmus poza przywiązaniem do brata, dla którego puścił się w daleką podróż, nie posiada wyraźniejszych rysów charakteru, staje się głównym obiektem nieporozumień, w które stara się jakoś wpasować i je zrozumieć. Erotium jest typem złej hetery. Liczą się dla niej tylko pieniądze. Jest chciwa, wyłudza od Menechma pieniądze, klejnoty, a nawet szatę jego żony. Podobny charakter ma jej pokojówka, która też by rada coś wyłudzić od kochanka jej pani. Żonę Menechma I przedstawił Plaut jako zdradzoną i zrozpaczoną małżonkę. Nie mogąc sobie poradzić z mężem, wzywa na pomoc ojca, ten jednak rozpatrzywszy się w sytuacji zięcia, staje po jego stronie. Lekarz, człowiek bardzo pewny siebie i udający uczonego, najchętniej od teścia dowiedziałby się jaka choroba dręczy Menechma I. Zmuszony przeprowadzić badanie, rozpoznaje ostry atak szału u skądinąd całkiem zdrowego pacjenta. Dla pasożyta Penikulusa (Zmiotki) najważniejsze jest dobre i obfite jedzenie. Potrafi posunąć się do zemsty na swym panu, gdy przepada mu okazja zjedzenia obiadu. Messenio, wierny i posłuszny, podróżuje ze swym panem, pilnuje jego spraw, przestrzega przed niebezpieczeństwami, w finale sądząc, że jego pan znalazł się w niebezpieczeństwie ratuje Menechma I.
Menaechmi są komedią pomyłek opartą na motywie sobowtórów połączoną z tragikomedią małżeńską. Ofiarą najbardziej przykrych nieporozumień staje się niewierny mąż Menechmus I.